# 8206 Масаюкі
8206 Масаюкі (8206 Masayuki) — астероїд головного поясу, відкритий 27 листопада 1994 року.
Тіссеранів параметр щодо Юпітера — 3,679.